# Набоб (правитель)

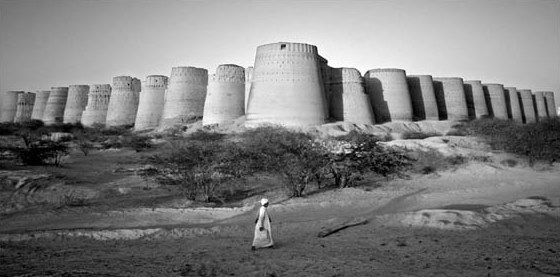
Деравар — резиденція бахавалпурського набоба

Набо́б або наваб (англ. nabob, фр. nabab, від наваб) — титул правителів деяких провінцій Східної Індії в імперії Великих Моголів. Після падіння імперії титул набоба зберегли ті правителі, які підкорились британському володарюванню як васали. Згодом титул почали надавати заможним і знатним індусам як почесне звання.
У непрямому сенсі (у Великій Британії та Франції від другої половини XVIII століття) набобом почали називати людину, яка збагатилась у колоніях, головним чином в Індії. Пізніше набобом почали іронічно називати будь-кого, хто швидко збагатився, вискочку, неробу.

## Галерея

Деякі наваби ІНдії
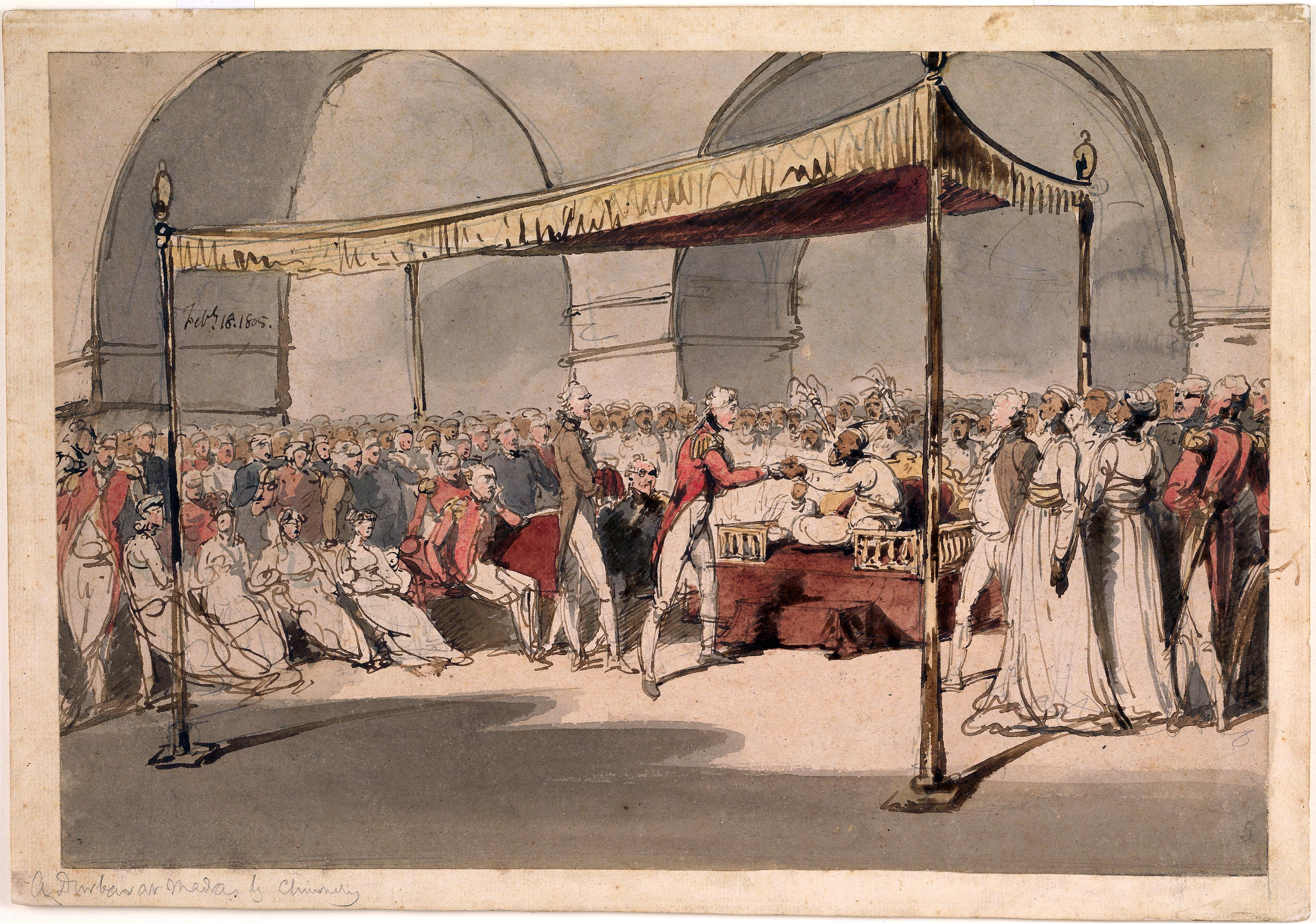
Azim-ud-Daula
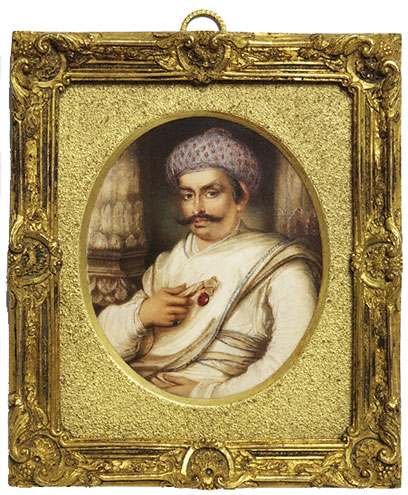
Hyder Beg Khan of Awadh
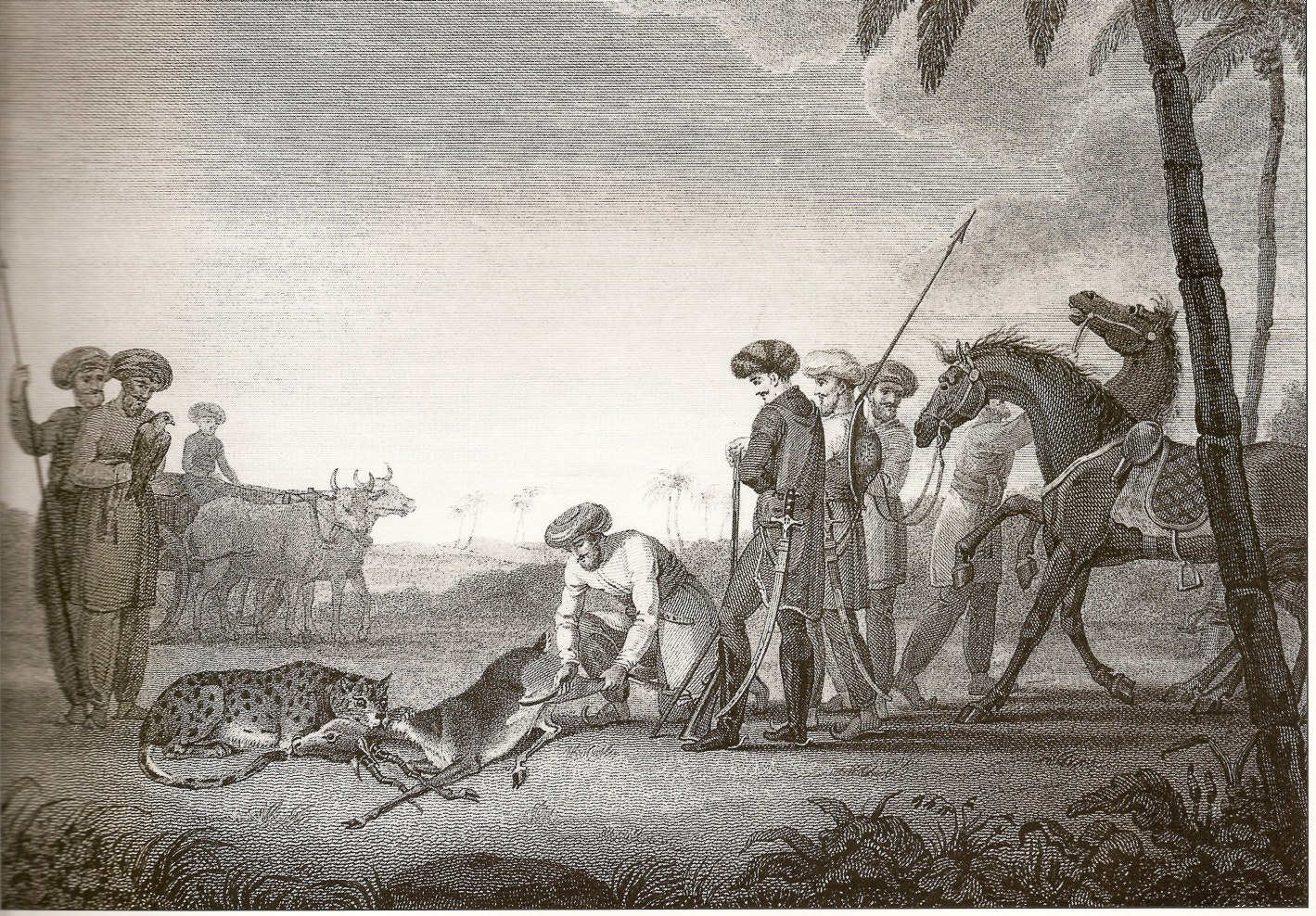
Nawabs hunting a blackbuck with their Asiatic cheetah
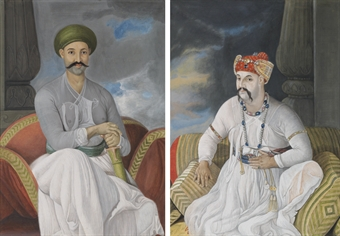
Nawab of Awadh
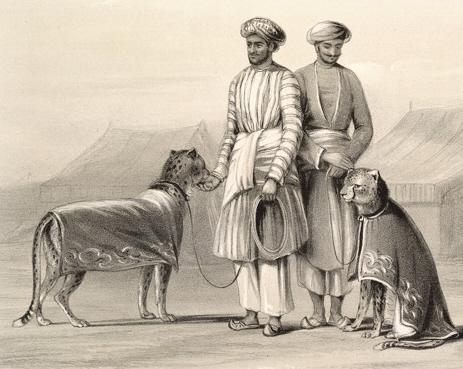
Nawabs and cheetahs
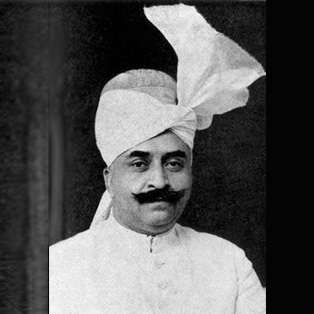
Nawab Malik Amir Mohammad Khan The Nawab of Kalabagh and chief of the Awan tribe
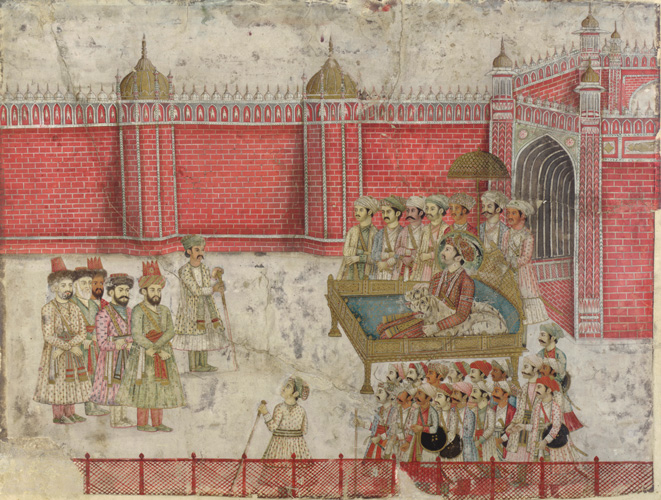
Afsharids and a Mughal nawab
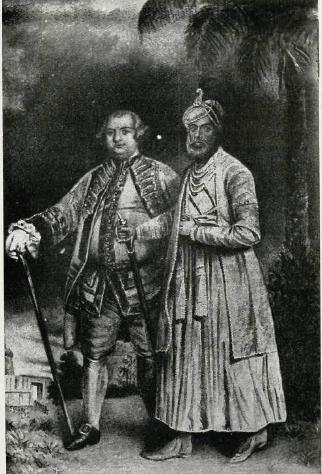
Muhammed Ali Khan Wallajah the Nawab of Carnatic
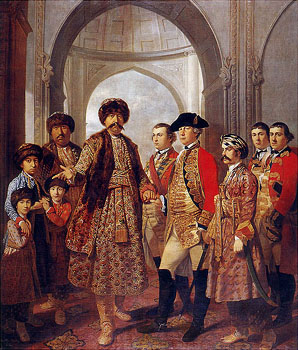
Shuja-ud-Daula the Nawab of Awadh
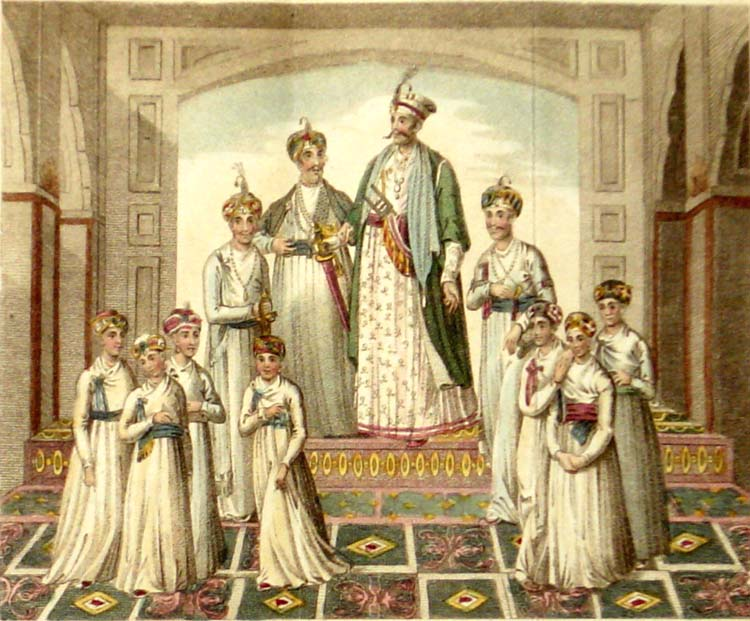
Shuja-ud-Daula and his sons and relative
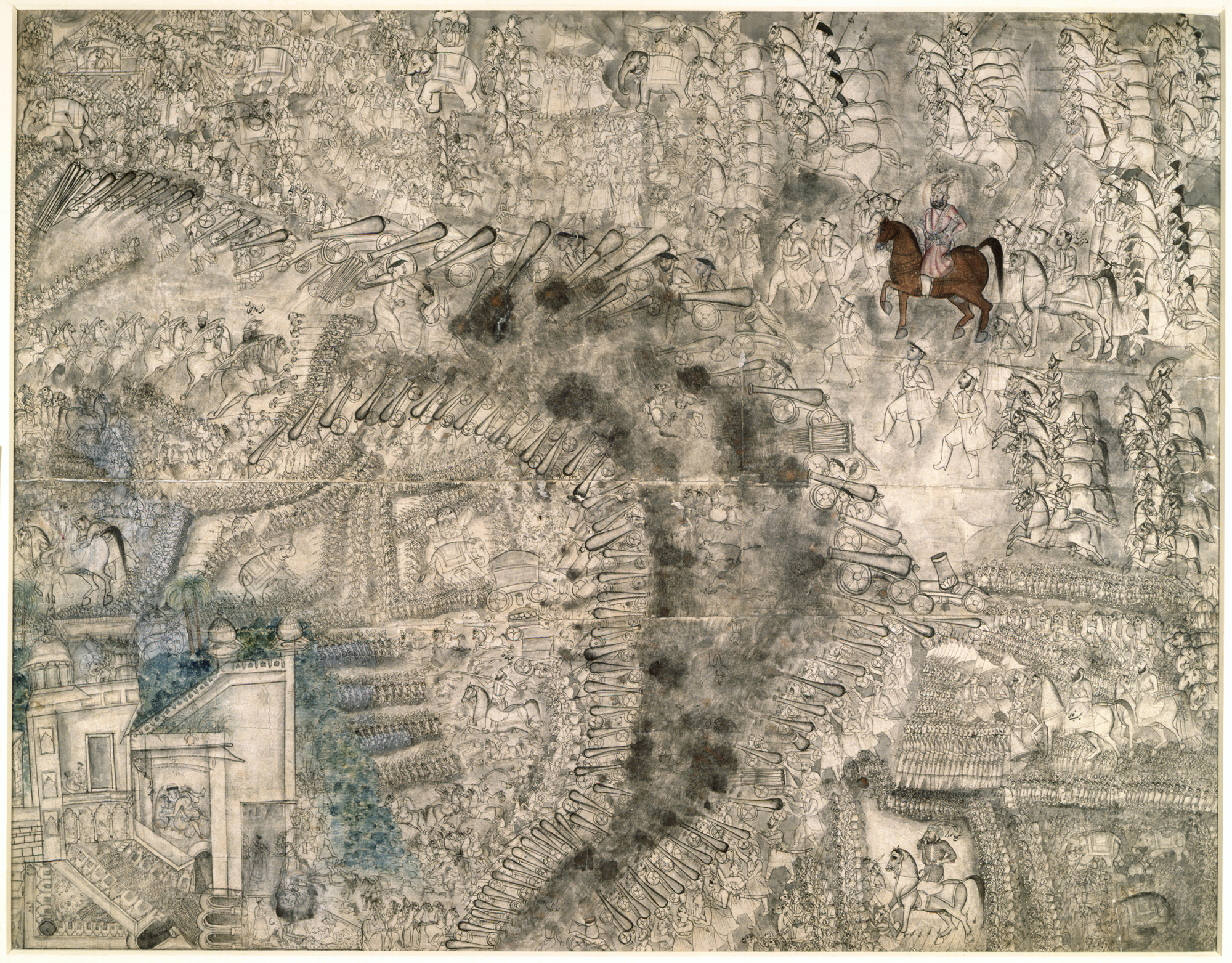
Nawabs in battle during the Battle of Panipat (1761)
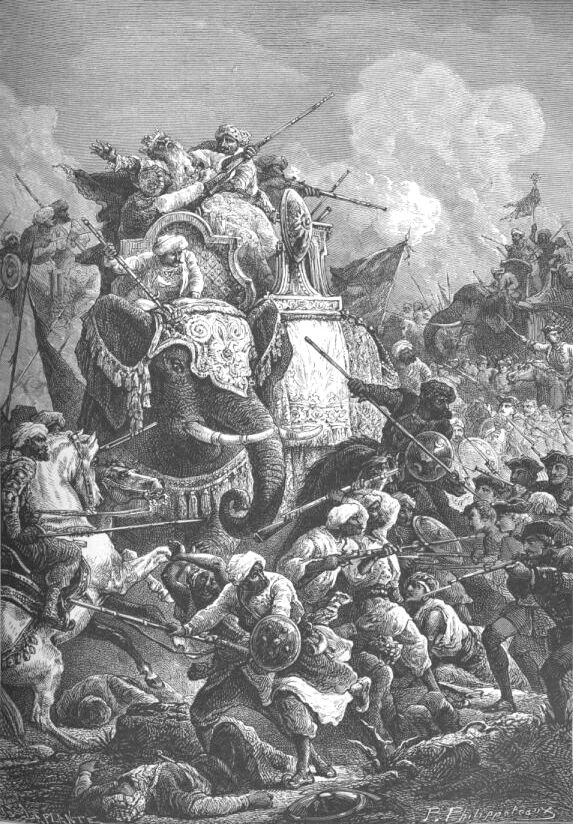
Nawab of the Carnatic in battle
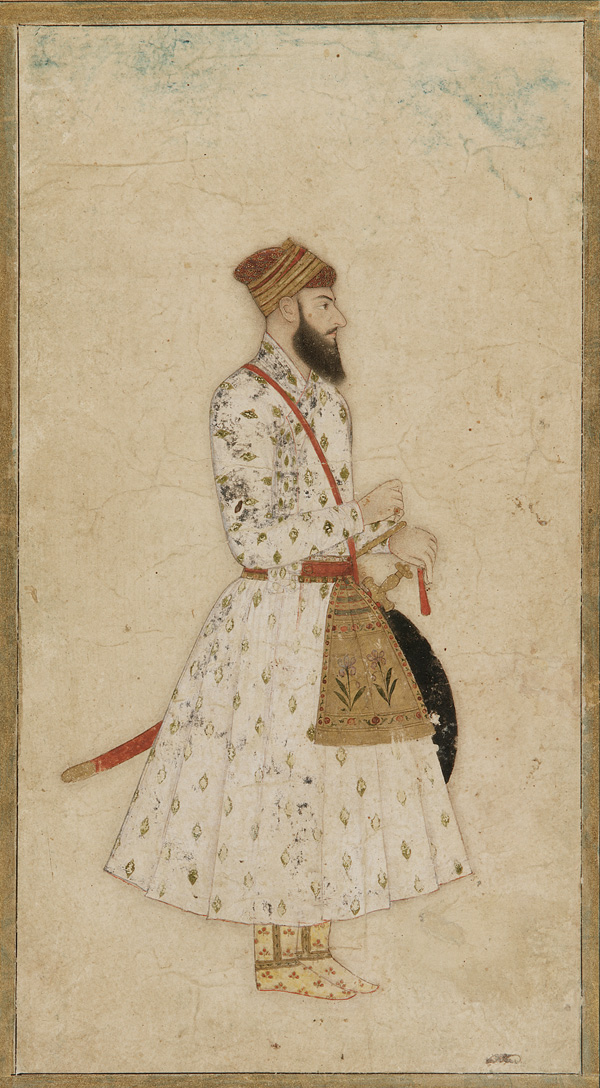
A nawab, during the reign of the Mughal Emperor Shah Jahan
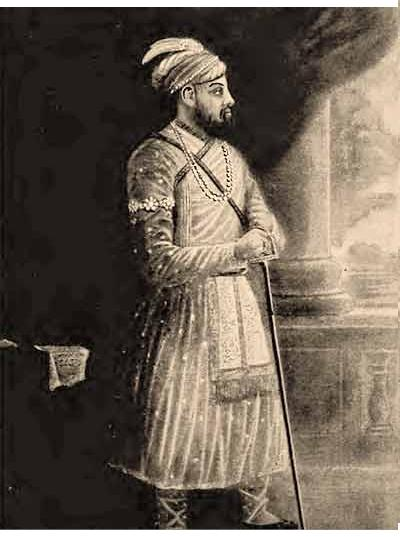
Shuja-ud-Din Muhammad Khan the Nawab of Bengal
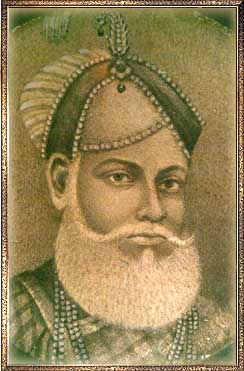
Anwaruddin Muhammed Khan the Nawab of the Carnatic
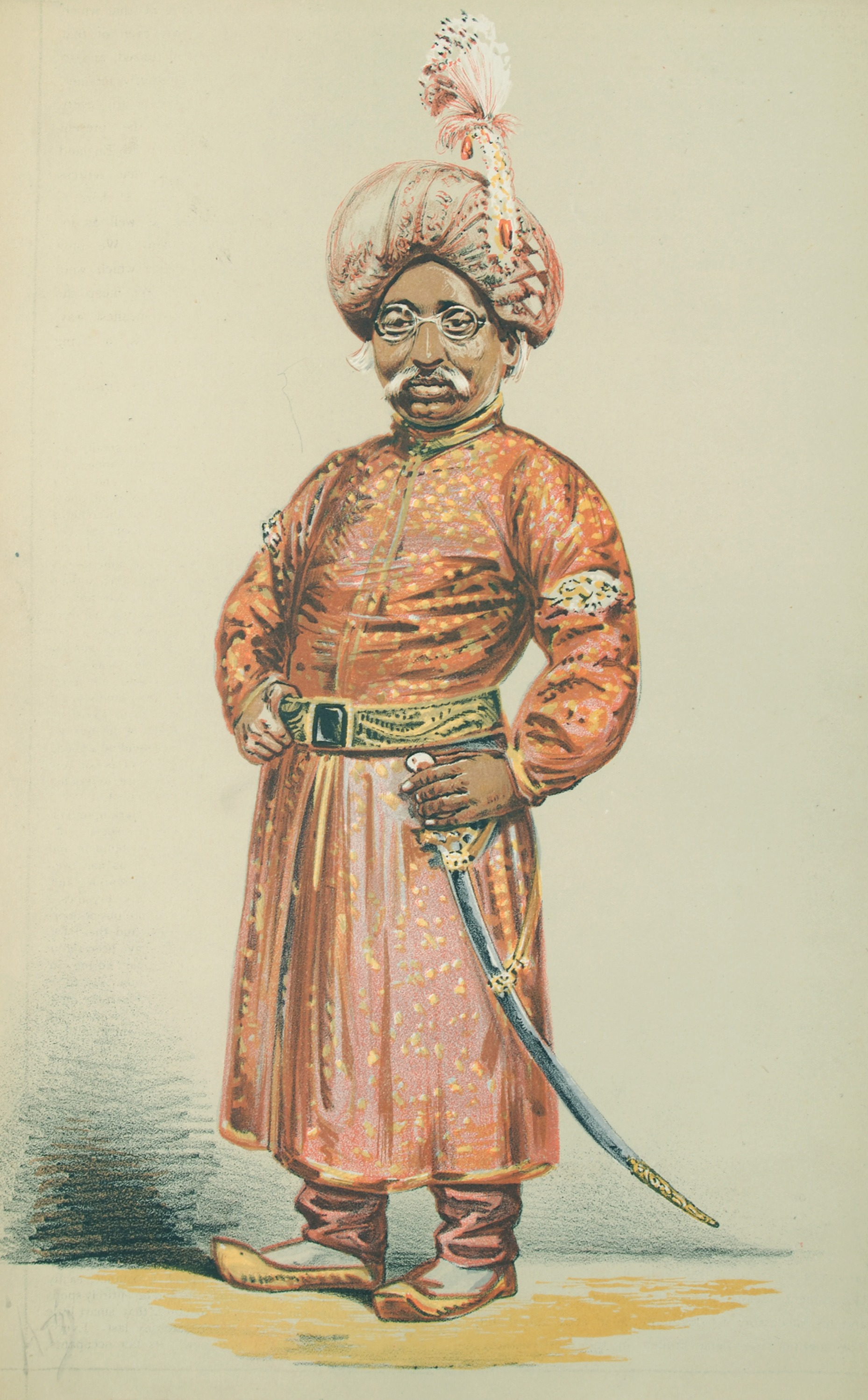
Nawab of Bengal